# Сент-Луис Сити
«Сент-Лу́ис Си́ти» (англ. St. Louis City SC) — американский профессиональный футбольный клуб из города Сент-Луис штата Миссури. С 2023 года выступает в MLS, высшей футбольной лиге США и Канады.

## История
В 2007 году Сент-Луис считался возможным кандидатом на переезд для «Реал Солт-Лейк» после того, как основатель клуба объявил, что продаст клуб, если новый стадион не будет построен. Потенциальную группу владельцев в Сент-Луисе возглавлял Джефф Купер, местный юрист. В 2008 и 2009 годах Купер пытался привлечь франшизу расширения MLS в Большой Сент-Луис, но его предложения были отклонены в пользу других городов несмотря на утверждённые планы по строительству футбольного комплекса в Коллинсвилле стоимостью $572 млн.
В январе 2015 года с целью предотвращения переезда команды НФЛ «Сент-Луис Рэмс» было объявлено о планах строительства в городе нового стадиона для американского футбола и европейского футбола. В мае 2015 года комиссионер MLS Дон Гарбер посетил Сент-Луис, чтобы обсудить с местными властями возможности прихода лиги в город в связи с проектом нового многоцелевого стадиона. Однако, Гарбер предупредил, что любая возможная экспансия MLS в Сент-Луис может произойти только после 2020 года. В январе 2016 года «Рэмс» переехали в Лос-Анджелес, что, по словам Гарбера, увеличило шансы Сент-Луиса на получение франшизы MLS.
В феврале 2016 года была сформирована инвестиционная группа из лидеров местного бизнеса, названная MLS2STL. В ноябре 2016 года предполагаемая группа владельцев SC STL, сменившая MLS2STL, обнародовала план строительства стадиона на 20 тыс. мест в Даунтауне Сент-Луиса стоимостью $200 млн, $80 млн из которых должны были составить государственные деньги. 3 февраля 2017 года билль с изменёнными условиями, согласно которым на новый стадион должно было направлено $60 млн из городских налоговых поступлений, был одобрен городской палатой олдерменов и вынесен на муниципальный референдум. Однако, избиратели отклонили этот план на референдуме 4 апреля 2017 года, что поставило под сомнение будущее MLS в Сент-Луисе.
9 октября 2018 года новая инвестиционная группа MLS4THELOU, основу которой составили члены семьи Тейлор, владельцев компании по прокату автомобилей Enterprise Rent-a-Car, представила новый план строительства стадиона вместимостью 20 тыс. зрителей на ранее предполагавшемся месте в Даунтауне Сент-Луиса, возведение которого стоимостью в около $250 млн будет осуществляться за счёт частных денег. 30 ноября 2018 года палата олдерменов одобрила резолюцию по предоставлению налоговых льгот для предполагаемого стадиона MLS. 20 августа 2019 года MLS официально объявил о присуждении городу Сент-Луис 28-й франшизы лиги, которая начнёт выступление в 2022 году. В состав группы владельцев вошли президент фонда Enterprise Holdings Foundation Каролин Киндл Бец и шесть других женщин-членов семьи Тейлор, что сделало этот клуб первым из клубов MLS, в котором большинство принадлежит женщинам.
17 июля 2020 года MLS объявила о сдвиге на год вперёд сроков вступления в лигу трёх новых клубов в связи с пандемией COVID-19, в том числе начало выступления клуба из Сент-Луиса было перенесено на 2023 год.

## Символика

### Название, цвета, эмблема
13 августа 2020 года были представлены название клуба — «Сент-Луис Сити» (англ. St. Louis City Soccer Club), эмблема и цвета.

### Форма

#### Домашняя
| 2023—2025 | 2025—н. в. |
| --------- | ---------- |

#### Гостевая
| 2023—2024 | 2024—н. в. |
| --------- | ---------- |

Источники:,

### Экипировка
| Период     | Производитель | Период     | Титульный спонсор | Период     | Рукавный спонсор         |
| ---------- | ------------- | ---------- | ----------------- | ---------- | ------------------------ |
| 2023—н. в. | Adidas        | 2023—н. в. | Purina            | 2023—н. в. | BJC HealthCare Apple TV+ |

## Текущий состав
| №  |                | Поз. | Имя               | Год рождения |
| -- | -------------- | ---- | ----------------- | ------------ |
| 1  | Флаг Швейцарии | Вр   | Роман Бюрки       | 1990         |
| 2  | Флаг США       | Защ  | Джейк Неруински   | 1994         |
| 4  | Флаг Швеции    | Защ  | Йоаким Нильссон   | 1994         |
| 6  | Флаг ЮАР       | ПЗ   | Нджабуло Блом     | 1999         |
| 7  | Флаг Чехии     | ПЗ   | Томаш Острак      | 2000         |
| 8  | Флаг США       | ПЗ   | Джаред Страуд     | 1996         |
| 9  | Флаг Бразилии  | Нап  | Жуан Клаусс       | 1997         |
| 10 | Флаг Германии  | ПЗ   | Эдуард Лёвен      | 1997         |
| 11 | Флаг США       | Нап  | Николас Джоаккини | 2000         |
| 12 | Флаг Бразилии  | ПЗ   | Селио Помпеу      | 1999         |
| 14 | Флаг США       | Защ  | Джон Нелсон       | 1998         |
| 15 | Флаг Ганы      | Защ  | Джошуа Яро        | 1994         |
| 16 | Флаг США       | Нап  | Самуэль Адениран  | 1998         |

| №  |                           | Поз. | Имя              | Год рождения |
| -- | ------------------------- | ---- | ---------------- | ------------ |
| 17 | Флаг Боснии и Герцеговины | Защ  | Селмир Пидро     | 1998         |
| 18 | Флаг США                  | ПЗ   | Оуэн О'Мэлли     | 2001         |
| 19 | Флаг США                  | ПЗ   | Индиана Вассилев | 2001         |
| 20 | Флаг США                  | Защ  | Акил Уоттс       | 2000         |
| 21 | Флаг Швеции               | ПЗ   | Расмус Альм      | 1995         |
| 22 | Флаг Канады               | Защ  | Кайл Хиберт      | 1997         |
| 23 | Флаг США                  | Защ  | Джон Белл        | 1997         |
| 25 | Флаг США                  | ПЗ   | Азил Джексон     | 2001         |
| 26 | Флаг США                  | Защ  | Тим Паркер       | 1993         |
| 28 | Флаг США                  | ПЗ   | Мигел Перес      | 2005         |
| 30 | Флаг Дании                | ПЗ   | Исак Йенсен      | 2003         |
| 39 | Флаг Германии             | Вр   | Бен Лундт        | 1995         |
| 46 | Флаг США                  | Нап  | Кейден Гловер    | 2007         |

### Игроки в аренде
| \| № \| \| Поз. \| Имя \| Год рождения \| \| - \| \| ---- \| --------------------------------------------- \| ------------ \| \| \| \| ПЗ \| Макс Шнайдер (в аренде в «Сент-Луис Сити II») \| 2000 \| |               |      |                                               |              |
| № |               | Поз. | Имя                                           | Год рождения |
| | Флаг Германии | ПЗ   | Макс Шнайдер (в аренде в «Сент-Луис Сити II») | 2000         |

## Тренеры
- Брэдли Карнелл (5 января — 1 июля 2024)
- Джон Хакуорт (1 июля — 26 ноября 2024, и. о.)
- Улоф Мельберг (26 ноября 2024 — н. в.)